# Ioan Răchițan
Ioan Răchițan (n. 16 noiembrie 1877, comuna Vucova, comitatul Timiș, Regatul Ungariei – d. 8 iunie 1940, Buziaș, Regatul României) a fost un deputat în Marea Adunare Națională de la Alba Iulia, organismul legislativ reprezentativ al „tuturor românilor din Transilvania, Banat și Țara Ungurească”, cel care a adoptat hotărârea privind Unirea Transilvaniei cu România, la 1 decembrie 1918.

## Biografie
A fost comerciant, membru activ al P.N.R.
A fost unul dintre cei care a sprijinit financiar întocmirea corului și al fanfarei din Vucova.
A fost delegat din partea Cercului III Rittberg, la Marea Adunare Națională de la Alba – Iulia din 1 decembrie 1918 la care s-a decretat unirea Transilvaniei cu România, participând și la constituirea Consiliilor Naționale Române și a Gărzii Naționale din satul natal.